# San Pedro del Norte
San Pedro del Norte est une municipalité nicaraguayenne du département de Chinandega au Nicaragua.